# Gran Premio del Deporte Profesional del Japón
El Gran Premio del Deporte Profesional en Japón (日本プロスポーツ大賞 en japonés, Nippon Puro Supōtsu Taisyō) es el premio que se entrega a un deportista o equipo deportivo cada año desde 1968 por la Asociación del Deporte Profesional del Japón. El premio es uno de los más prestigiosos premios de todos los deportes en el deporte japonés. Un comité de representantes de Tokio (periódicos, agencias de noticias, la televisión y la radio) para la prensa deportiva son los responsables de realizar las selecciones. El ganador recibe el Trofeo del Primer Ministro.

## Lista de ganadores
| Año  | Ganador                               | Deporte       | Número de premios |
| ---- | ------------------------------------- | ------------- | ----------------- |
| 1968 | Shozo Saijo                           | Boxeo         | 1                 |
| 1969 | Yomiuri Giants                        | Béisbol       | 1                 |
| 1970 | Taihō Kōki                            | Sumo          | 1                 |
| 1971 | Shigeo Nagashima                      | Béisbol       | 1                 |
| 1972 | Katsuaki Matsumoto                    | Ciclismo      | 1                 |
| 1973 | Tadashi Sawamura                      | Kick boxing   | 1                 |
| 1974 | Sadaharu Oh                           | Béisbol       | 1                 |
| 1975 | Hiroshima Toyo Carp                   | Béisbol       | 1                 |
| 1976 | Sadaharu Oh                           | Béisbol       | 2                 |
| 1977 | Sadaharu Oh                           | Béisbol       | 3                 |
| 1978 | Tokyo Yakult Swallows                 | Béisbol       | 1                 |
| 1979 | Yoko Gushiken                         | Boxeo         | 1                 |
| 1980 | Yoko Gushiken                         | Boxeo         | 2                 |
| 1981 | Koichi Nakano                         | Ciclismo      | 1                 |
| 1982 | Hiromitsu Ochiai                      | Béisbol       | 1                 |
| 1983 | Tatsuro Hirooka                       | Béisbol       | 1                 |
| 1984 | Sachio Kinugasa                       | Béisbol       | 1                 |
| 1985 | Randy Bass                            | Béisbol       | 1                 |
| 1986 | Hiromitsu Ochiai                      | Béisbol       | 2                 |
| 1987 | Ayako Okamoto                         | Golf          | 1                 |
| 1988 | Chiyonofuji Mitsugu                   | Sumo          | 1                 |
| 1989 | Chiyonofuji Mitsugu                   | Sumo          | 2                 |
| 1990 | Hideo Nomo                            | Béisbol       | 1                 |
| 1991 | Joichiro Tatsuyoshi                   | Boxeo         | 1                 |
| 1992 | Takanohana Kōji                       | Sumo          | 1                 |
| 1993 | Kazuyoshi Miura                       | Fútbol        | 1                 |
| 1994 | Ichiro Suzuki                         | Béisbol       | 1                 |
| 1995 | Ichiro Suzuki                         | Béisbol       | 2                 |
| 1996 | Masashi Ozaki                         | Golf          | 1                 |
| 1997 | Hidetoshi Nakata                      | Fútbol        | 1                 |
| 1998 | Kazuhiro Sasaki                       | Béisbol       | 1                 |
| 1999 | Daisuke Matsuzaka                     | Béisbol       | 1                 |
| 2000 | Hideki Matsui                         | Béisbol       | 1                 |
| 2001 | Ichiro Suzuki                         | Béisbol       | 3                 |
| 2002 | Selección de fútbol de Japón          | Fútbol        | 1                 |
| 2003 | Hideki Matsui                         | Béisbol       | 2                 |
| 2004 | Asashōryū Akinori                     | Sumo          | 1                 |
| 2005 | Asashōryū Akinori                     | Sumo          | 2                 |
| 2006 | Selección de béisbol de Japón         | Béisbol       | 1                 |
| 2007 | Urawa Red Diamonds                    | Béisbol       | 1                 |
| 2008 | Ryo Ishikawa                          | Golf          | 1                 |
| 2009 | Ryo Ishikawa                          | Golf          | 2                 |
| 2010 | Hakuhō Shō                            | Sumo          | 1                 |
| 2011 | Selección femenina de fútbol de Japón | Fútbol        | 1                 |
| 2012 | Shinnosuke Abe                        | Béisbol       | 1                 |
| 2013 | Masahiro Tanaka                       | Béisbol       | 1                 |
| 2014 | Kei Nishikori                         | Tenis         | 1                 |
| 2015 | Selección de rugby de Japón           | Rugby         | 1                 |
| 2016 | Shohei Otani                          | Béisbol       | 1                 |
| 2017 | Fukuoka SoftBank Hawks                | Béisbol       | 1                 |
| 2018 | Shohei Ohtani                         | Béisbol       | 1                 |
| 2019 | No se entregó                         | No se entregó | No se entregó     |
| 2020 | No se entregó                         | No se entregó | No se entregó     |
| 2021 | No se entregó                         | No se entregó | No se entregó     |
| 2022 | Naoya Inoue                           | Boxeo         | 1                 |

### Premios por deportes
| Deporte     | Número de premios |
| ----------- | ----------------- |
| Béisbol     | 26                |
| Sumo        | 7                 |
| Fútbol      | 5                 |
| Boxeo       | 5                 |
| Golf        | 4                 |
| Ciclismo    | 2                 |
| Kick boxing | 1                 |
| Tenis       | 1                 |
| Rugby       | 1                 |